# Pata falsa

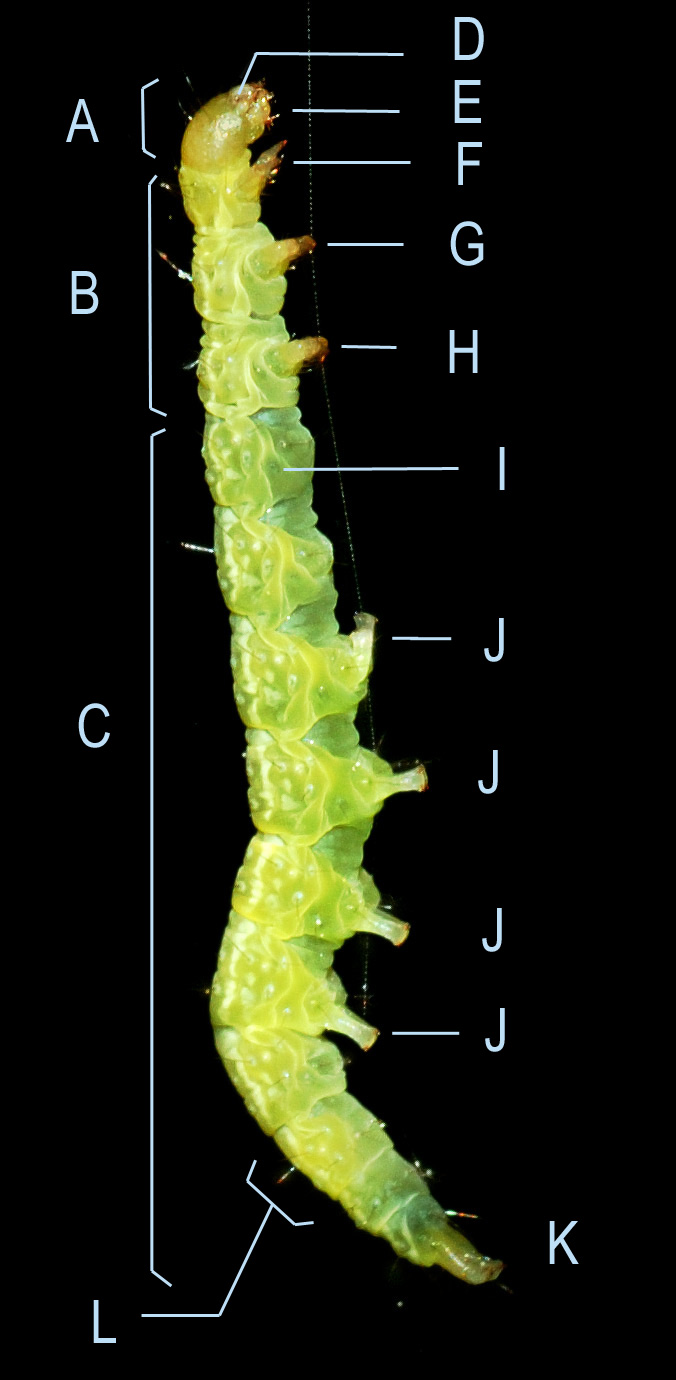
Classificação básica das partes de uma lagarta A - Cabeça B - Tórax C - Abdômen D - Ocelo E - Boca F - Primeira perna torácica G - Segunda perna torácica H - Terceira perna torácica I - Traqueias J - Grupo de pernas 'pata falsa' K - Ânus e pata falsa L - Segmento único

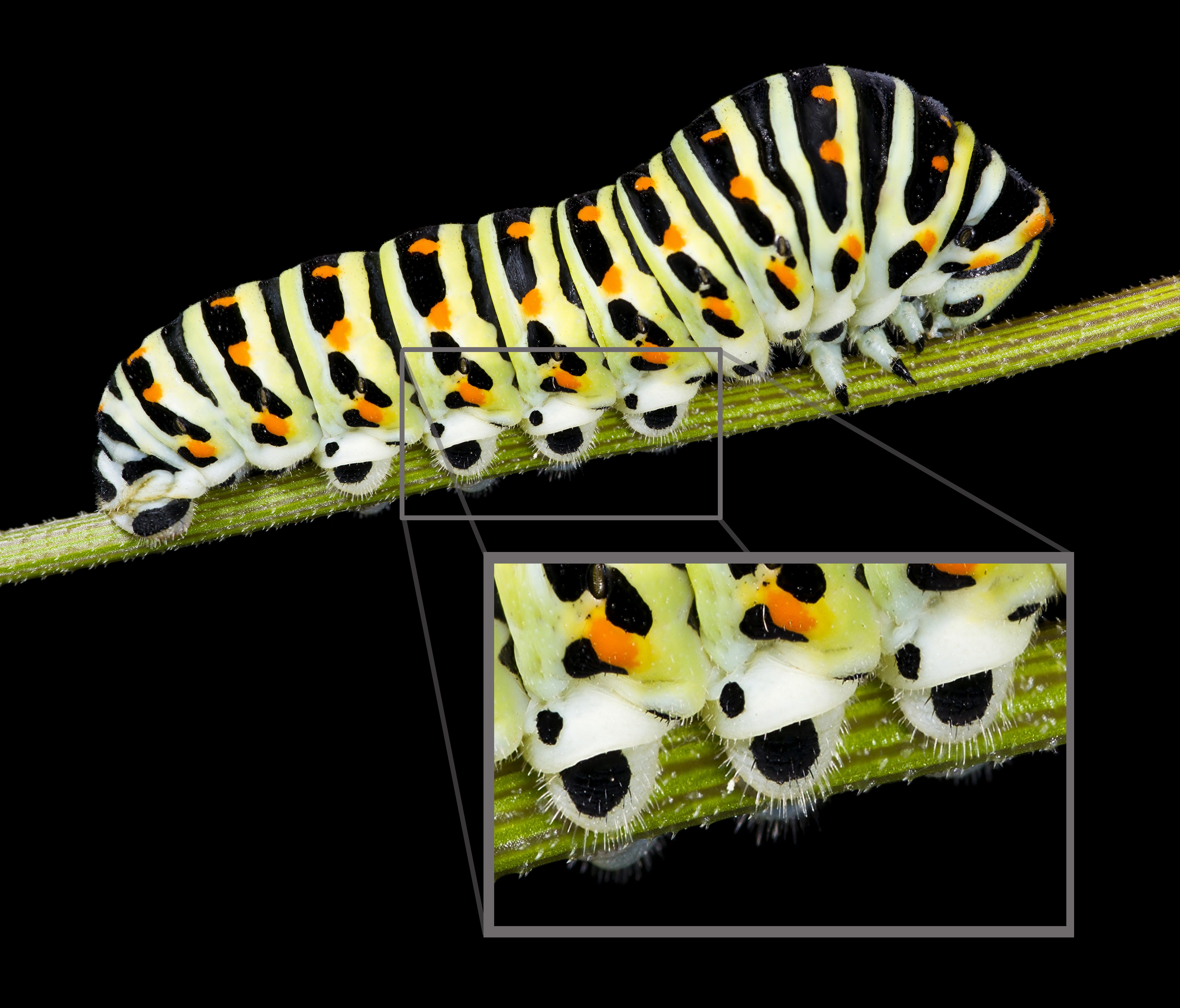
Lepidoptera: Papilio machaon lagarta com 5 patas falsas

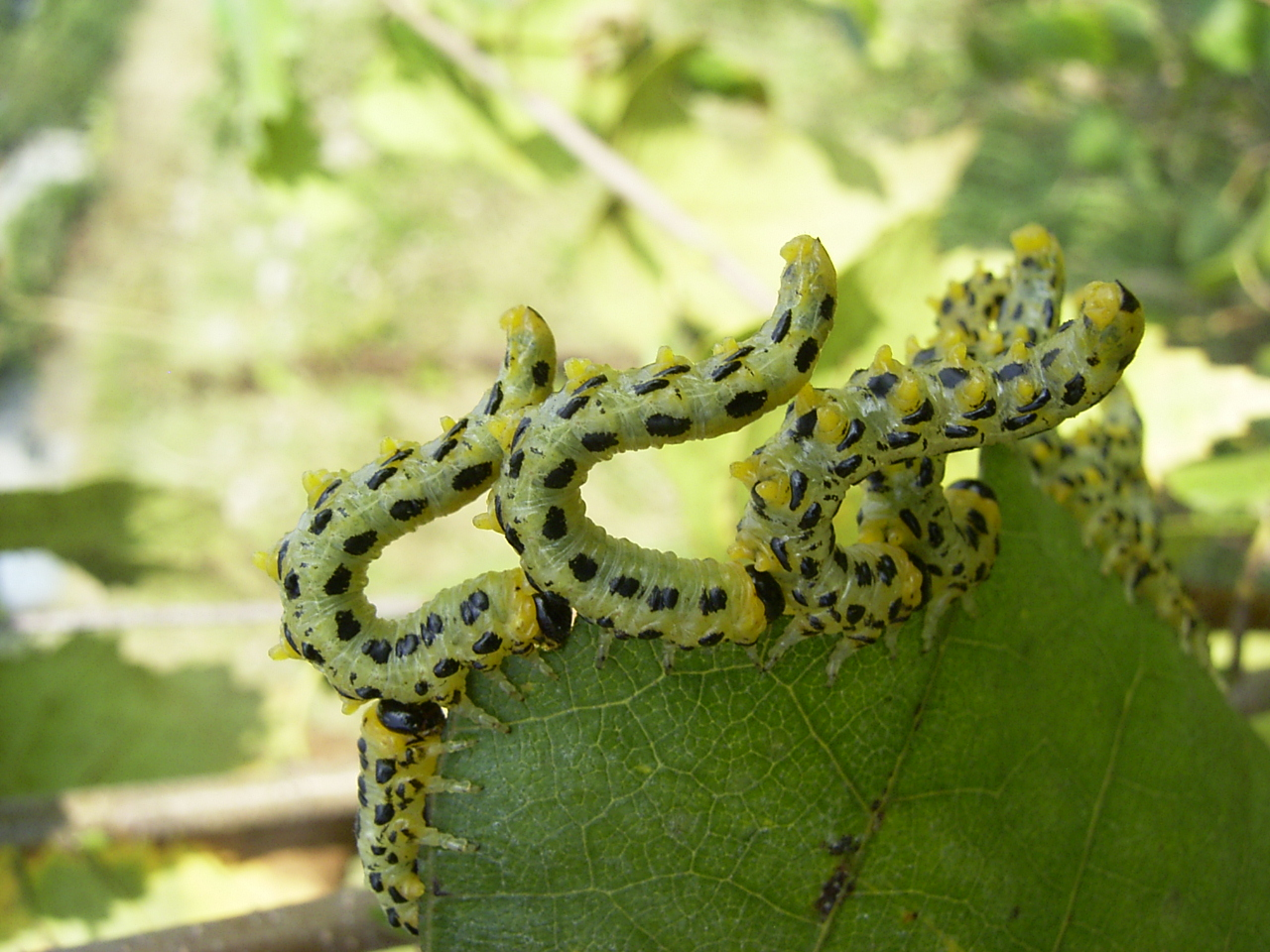
Hymenoptera: Craesus septentrionalis lagartas com 7 patas falsas

Uma Pata falsa é uma pequena estrutura encontrada na superfície ventral do abdômen da maioria das formas larvares de insetos da ordem Lepidoptera, embora estes também podem ser encontrados em outros insetos, tais como larvas dípteros e alguns outros tipos de moscas. As patas falsas de Hymenoptera e Lepidoptera evoluíram independentemente uma das outras.
Cada pata falsa têm um pequeno círculo de ganchos de preensão, chamados "crochés". A disposição dos crochés pode ser útil na identificação do local na qual a lagarta traçara o seu caminho, uma vez que o Ocelo não pode criar imagens mas sim identificar pontos com a presença de luz. Patas falsas não são pernas verdadeiras, pois elas não possuem juntas ou divisões, e assim não têm os cinco segmentos (Coxa, Trocanter, Fêmur, Tíbia, Tarso) que as verdadeiras pernas possuem. Elas têm a sua própria musculatura, mas limitadamente, e a maior parte do movimento das Patas falsas é conseguido através de sistemas hidráulicos.